# Hybomitra tibetana
Hybomitra tibetana är en tvåvingeart som först beskrevs av Szilady 1926.  Hybomitra tibetana ingår i släktet Hybomitra och familjen bromsar. Inga underarter finns listade i Catalogue of Life.